# ۹۸ دلو
۹۸ دلو یک ستاره است که در صورت فلکی دلو قرار دارد.